# Battle Isle
Battle Isle è un videogioco strategico a turni pubblicato da Blue Byte Software nel 1991. Consiste in battaglie tra unità militari futuristiche su una griglia esagonale, contro il computer o tra due giocatori sullo stesso computer; in entrambi i casi lo schermo è diviso a metà ed è possibile vedere le mosse dell'avversario nella sua metà.

## Serie
Battle Isle ha dato inizio a una serie di giochi.
- Battle Isle (1991)
  - Battle Isle Data Disk I (1992, espansione)
  - Battle Isle '93 (1993, espansione)
- History Line: 1914-1918 (1992, basato sul sistema di Battle Isle ma ambientato nella prima guerra mondiale)
- Battle Isle 2 (1994)
  - Battle Isle II Data Disk I (1994, espansione)
  - Battle Team 2 (1995, raccolta di Battle Isle 2 e espansione)
- Battle Isle 3 (1995)
- Incubation: Time Is Running Out (1997)
  - Incubation: The Wilderness Missions (1998, espansione)
- Battle Isle Platinum (2000, raccolta di tutti i titoli precedenti tranne History Line)
- Battle Isle: The Andosia War (2000)